# Hesbaye liégeoise
La Hesbaye liégeoise est une sous-région naturelle de la Hesbaye dont les limites géographiques se situent entre la Meuse au Sud-Est, le Geer au Nord -Ouest et la vallée de la Mehaigne et de la Burdinale au Sud-Ouest.
Elle est également appelée Pays de l'Entre-Geer-et-Meuse.

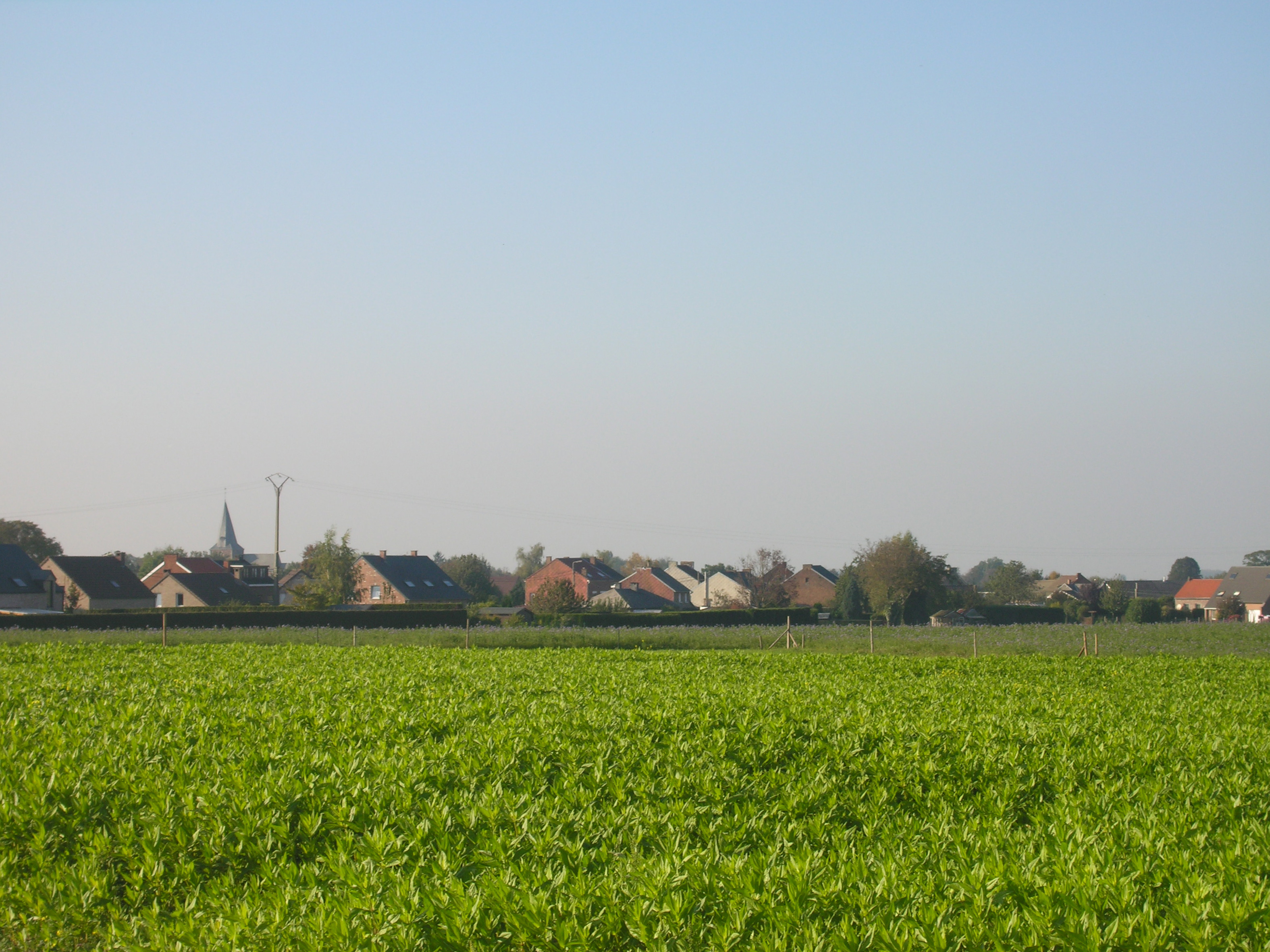
Le village de Momalle.

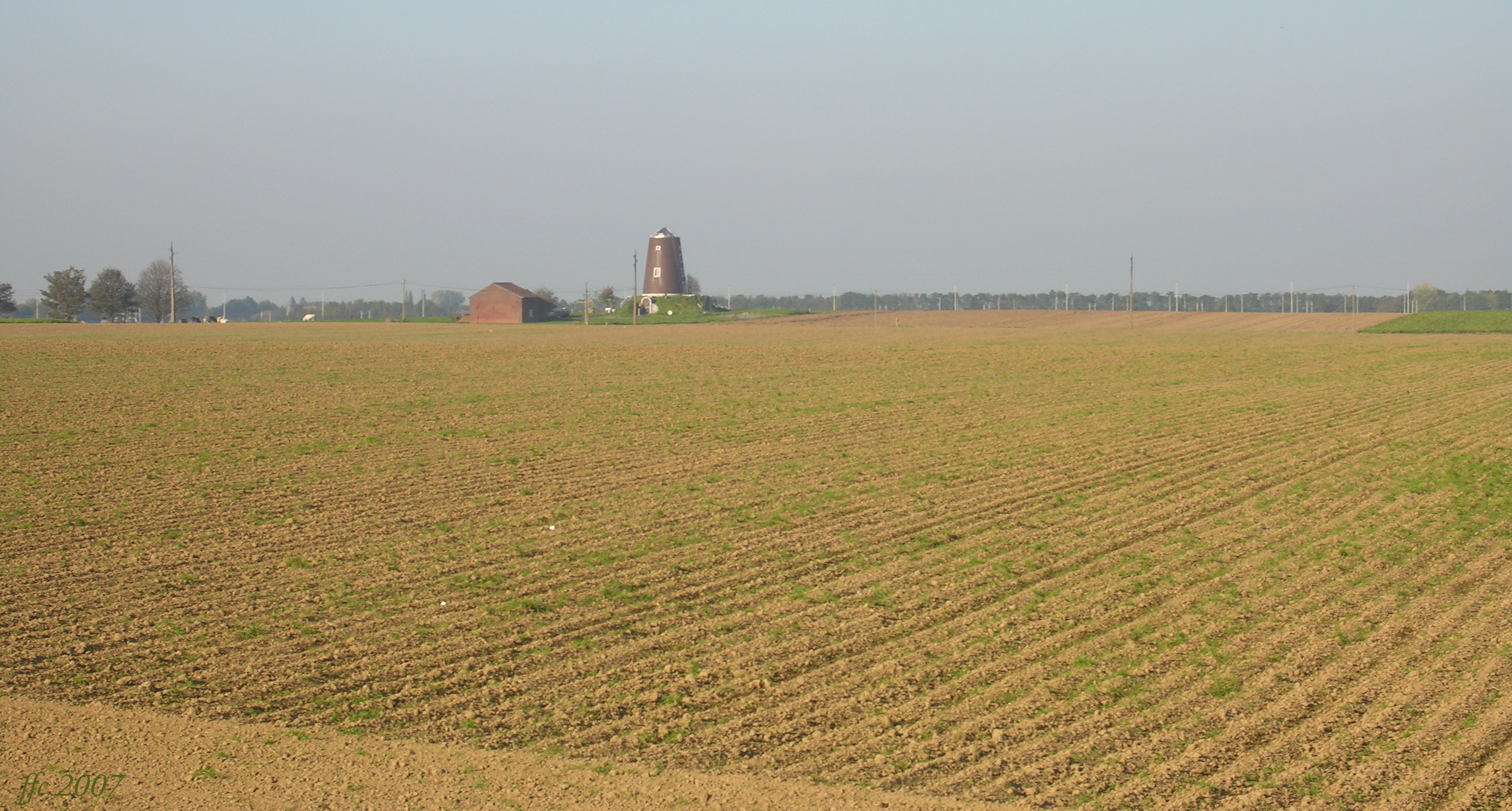
Le moulin de Momalle.

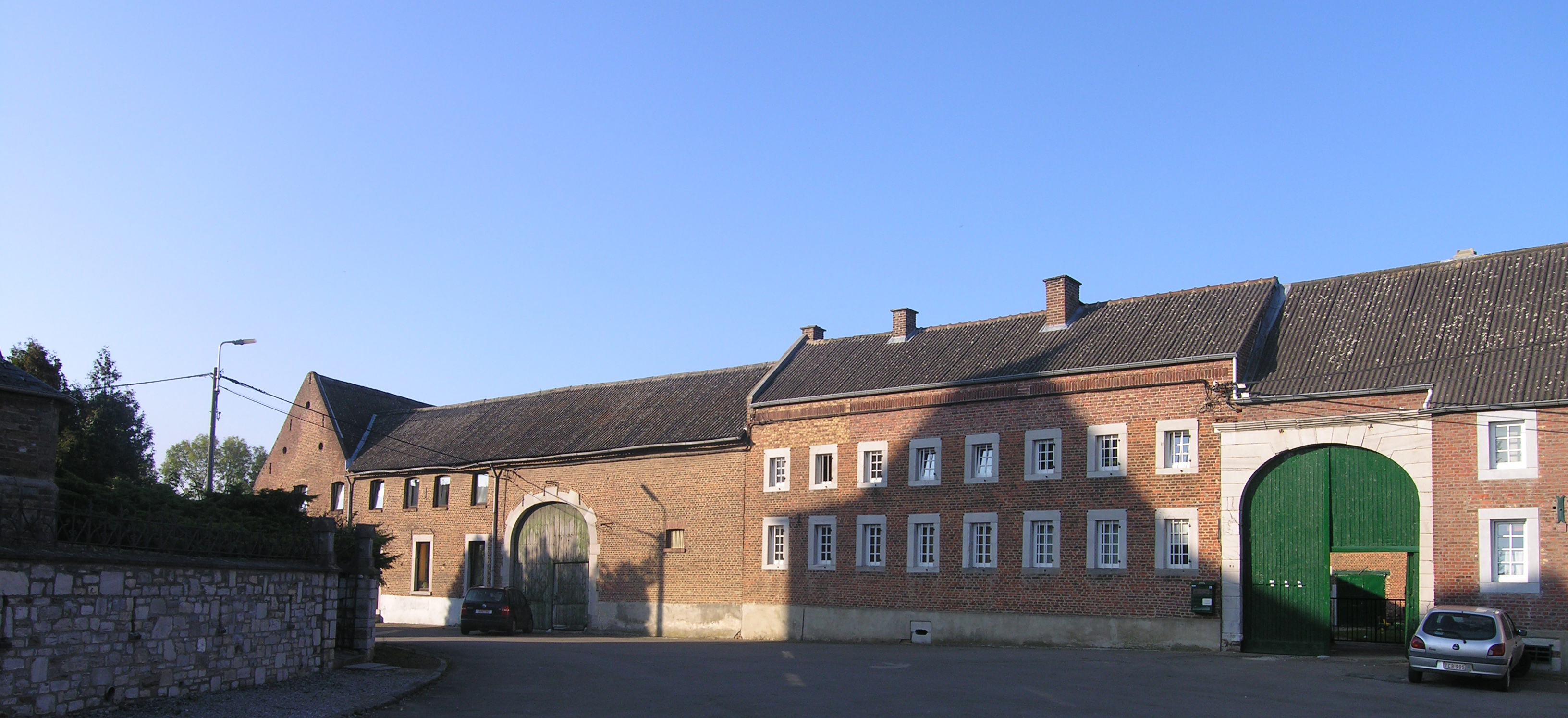
Deux fermes hesbignonnes à Limont.

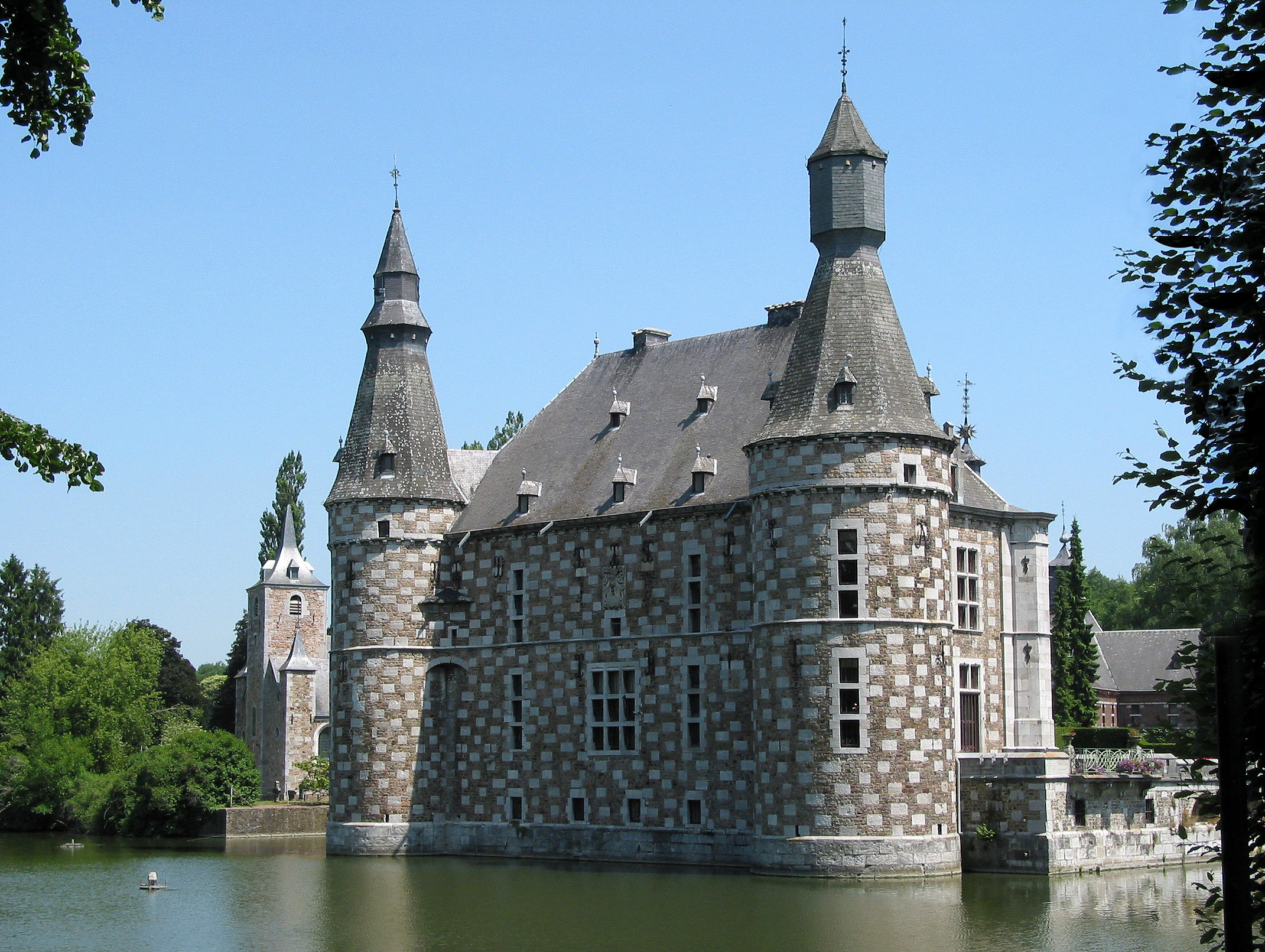
Château de Jehay à Amay.

## Géographie

### Situation
La Hesbaye "liégeoise" fait partie d'une région géographique beaucoup plus vaste qui comprend un ensemble de terroirs limoneux et est appelée Hesbaye en Belgique.
La Hesbaye "liégeoise" cernée au nord par le Haut-Geer avec, à sa limite occidentale, entre Hannut et Wanze, le Pays Burdinale-Mehaigne, à l'est par le Bas-Geer, et au sud par la Meuse.
La vallée est une agglomération longitudinale et linéaire en bord de Meuse, entrecoupée de nombreux pôles industriels qui font la richesse économique de la région.

### Topographie
La Hesbaye liégeoise est une zone à topographie à première vue assez calme.
Le relief y est légèrement ondulé et d'une altitude peu élevée comprise entre 100 et 200 mètres.
Les points hauts atteignent 207 m à Saint-Georges-sur-Meuse et 205m à Villers-le-Bouillet.
Quant au niveau de la Meuse qui est de 80m à Engis, il se situe entre 60 et 70m dans la Basse-Meuse.

### Géologie
Ce plateau s'enfonce dans un substrat crayeux mésozoïque (Maestrichtien). Le manteau limoneux y est fortement érodé voir inexistant.
De nombreux affluents de la Meuse entaillent la retombée du plateau vers la Meuse et mettent en affleurement le socle paléozoïque du substrat.
Le lœss, fertilité de la Hesbaye, un don d'Éole.
On n'extrait plus le charbon mais la pierre affleure et les carrières exploitent toujours le calcaire, le schiste et le ciment.

### Hydrographie
Le plateau est parcouru par des ruisseaux d'une certaine importance. 
Ils sont de direction générale sud - nord et vont se jeter dans le Geer.

#### Hesbaye sèche
Réservoir d'eau pure pour le pays entier.

#### Hesbaye humide
Hesbaye sablo-limoneuse, au nord de Saint-Trond à Bilzen et bordée par la Campine.
Surnommée le Verger hesbignon.

### Sous-régions
La Hesbaye liégeoise s'étale sur quatre sous-régions bien distinctes.
- L'agglomération liégeoise se situe dans la vallée, le long de la rive gauche de la Meuse qui forme la frontière ouest de la Hesbaye.
- Les coteaux de la Meuse surplombent la vallée depuis le canal Albert dans la Basse-Meuse, jusqu'au-delà de la Mehaigne dans le canton de Huy.
- Le plateau hesbignon, La morphologie du plateau donne l'image d'une plaine nue vouée à l'agriculture intensive et les coteaux, jadis consacrés au vignoble, à une importante culture maraîchère (lès cotîs).
- Les vallées du Geer et de l'Yerne

### Liste des Communes
- Amay, Ampsin, Flône, Jehay.
- Ans, Alleur (Xhendremael), Loncin
- Awans, Fooz, Hognoul, Othée, Villers-l'Evêque.
- Bassenge, Boirs, Eben-Emael, Glons, Roclenge, Wonck.
- Berloz, Corswarem, Rosoux.
- Crisnée, Fize-le-Marsal, Kemexhe, Odeur, Thys
- Donceel, Haneffe, Jeneffe, Limont.
- Engis (rive gauche Meuse)
- Faimes,Aineffe, Borlez, Celles, Les Waleffes, Viemme.
- Fexhe-le-Haut-Clocher, Freloux, Noville, Roloux, Voroux-Goreux.
- Flémalle, Awirs, Mons-lez-Liège.
- Geer, Boëlhe, Darion, Hollogne-sur-Geer, Lens-Saint-Servais, Ligney, Omal + Abolens, Blehen, Lens-Saint-Remy (sources du Geer dans la commune de Hannut).
- Grâce-Hollogne, Bierset, Horion-Hozémont, Velroux.
- Hermalle-sous-Huy (actuellement dans Engis, rive droite)[3]
- Herstal, Liers, Milmort, Vottem.
- Huy (rive gauche Meuse) + Antheit, Vinalmont.
- Juprelle, Fexhe-Slins, Lantin, Paifve, Slins, Villers-Saint-Siméon, Voroux, Wihogne
- Liège, quartiers rive gauche de la Meuse: Avroy, St-Jacques, Bronckart et alentours, Centre-Cathédrale, Cointe, Coronmeuse-Jolivet, Fragnée-Blonden, Glain, Laveu, Rocourt, Sainte-Walburge, Saint-Laurent, Saint-Léonard, Sclessin, Thier-à-Liège
- Oreye, Bergilers, Grandville, Lens-sur-Geer, Otrange.
- Oupeye, Haccourt, Hermalle, Hermée, Heure-le-Romain, Houtain-Saint-Siméon, Vivegnis.
- Remicourt, Hodeige, Lamine, Momalle, Pousset.
- Saint-Georges-sur-Meuse, Dommartin, Stockay.
- Saint-Nicolas, Montegnée, Tilleur.
- Seraing, uniquement quartier de Jemeppe-sur-Meuse.
- Verlaine, Bodegnée, Chapon-Seraing, Seraing-le-Château.
- Villers-le-Bouillet, Fize-Fontaine, Vaux-et-Borset, Vieux-Waleffe, Warnant-Dreye.
- Visé, rive gauche Meuse, Lanaye, Lixhe.
- Waremme, Bettincourt, Bleret, Bovenistier, Grand-Axhe et Petit-Axhe, Lantremange, Oleye.

## Préhistoire
La Hesbaye est un des plus vieux terroirs d’Europe. Dès le Paléolithique, plusieurs sites sont occupés par une population de cueilleurs-chasseurs-pêcheurs.
Entre 5400 et 4800 av. J.-C., c’est la révolution du Néolithique avec l’arrivée de peuples venus d’Europe centrale qui vont s’adonner à l’agriculture et à l’élevage et donc se sédentariser.
Ces premiers agriculteurs, dont on retrouve trace dans nos régions, appartiennent à une civilisation largement répandue en Europe tempérée au nord des Alpes et qui porte le nom de « Rubané » d’après le décor en ruban qui orne la plupart des vases, la Culture rubanée.

### Le Paléolithique
« La première trace de présence humaine en Wallonie date d'environ 800 000 ans (paléolithique ancien). Il s'agit d'un outil en silex qui provient de la Meuse, à Hallembaye (Haccourt, Oupeye). »
— Hervé Hasquin,La Wallonie, son histoire, 1999, Editions Luc Pire, p.1 .
Les vestiges de cette période sont nombreux en Hesbaye liégeoise mais il ne faut pas perdre de vue pour en apprécier l'importance, qu'ils correspondent à plusieurs dizaines de milliers d'années d'évolution, d'une part, et que de nombreux gisements sont encore enfouis sous le limon, d'autre part. Les habitats de ces chasseurs-cueilleurs nomades sont d'importance et de durée différentes. On reconnaît  une transformation progressive de l'outillage qui détermine les faciès de cette longue période.
Des gisements préhistoriques importants ont été découverts sur le territoire d'Omal, des outils polis en pierre trouvés dans une carrière de sables, attestent que l'endroit fut habité par l'homme du paléolithique.
Des vestiges isolés ou de petits ensembles de silex ont aussi été retrouvés, généralement à la surface des champs, à Lens St Remy, Warnant-Dreye, Chapon-Seraing, Ampsin, Flône, Aigremont, Chokier, Saint-Georges s/Meuse, Horion-Hozémont, Velroux, Ans, Lanaye, Bettincourt, Roclenge-Looz, Oleye...

### LeMésolithique
Les chasseurs-pêcheurs-cueilleurs semi-nomades mésolithiques s'installent principalement au-dessus des versants bordant la vallée de la Meuse et ses affluents.

### LeNéolithique

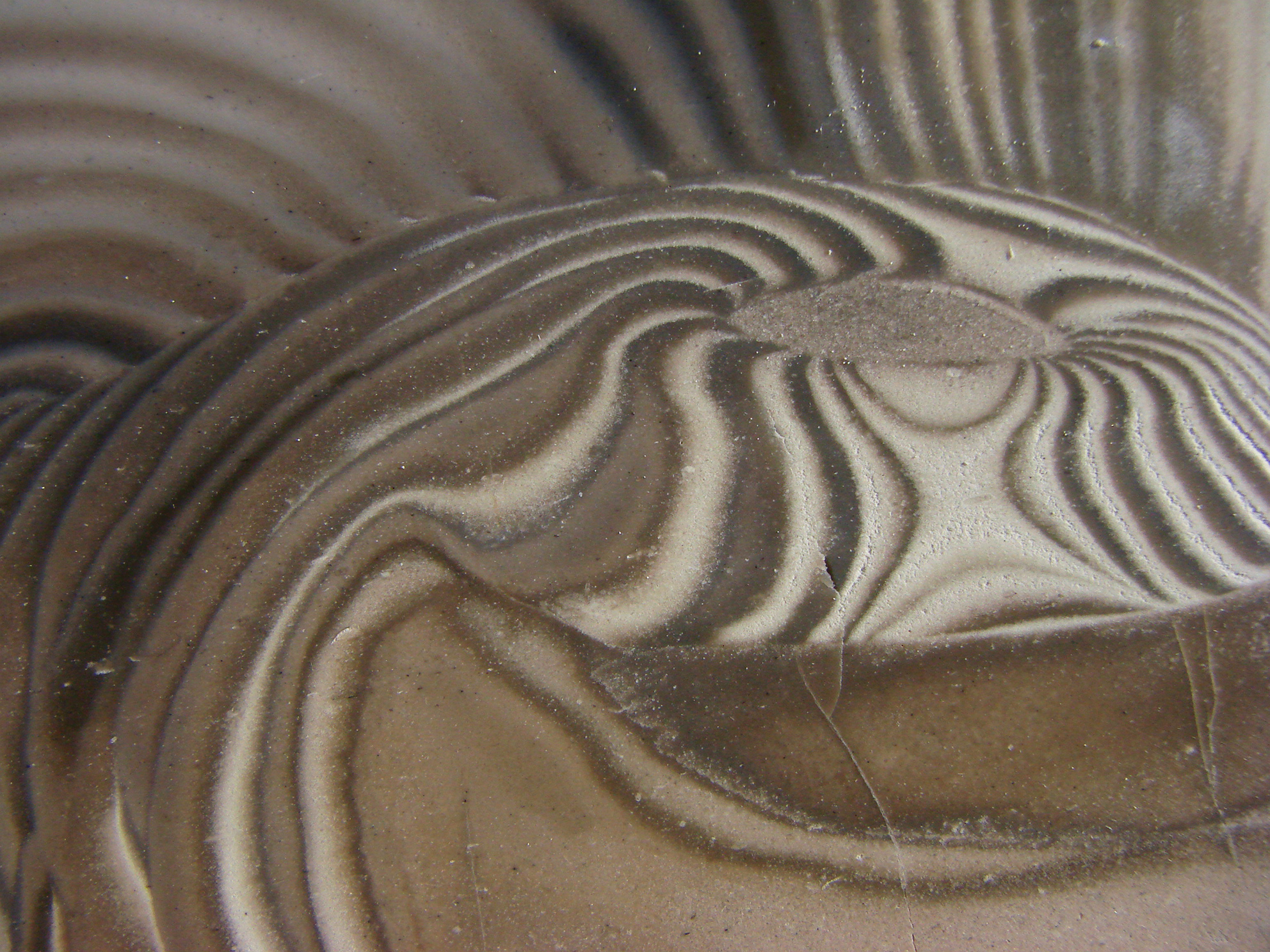
Silex rubané

Originaires d'Asie mineure, venant du delta du Danube, des populations, à la recherche de terres fertiles suivent ce fleuve, ensuite le Neckar et le Rhin, traversent la Meuse. Une partie s'établit dans divers lieux entre Meuse et Geer de 5400 à 4800 av. J.-C.
Ces populations, à la pointe de l'évolution, s'installèrent d'abord dans les terres les plus fertiles de la Hesbaye liégeoise, délimitée par le Geer, la Meuse et la Mehaigne. Ils habitaient des maisons couvertes de torchis.
L’ensemble de la Hesbaye a livré environ 230 sites de cette civilisation rubanée, désignée en Belgique du terme d’Omaliens d’après le nom du village d’Omal où on retrouva beaucoup de vestiges de cette civilisation - avec une forte intensité dans les environs de l’Yerne, à Verlaine, Chapon-Seraing, Seraing-le-château, Haneffe, Limont… Sans oublier Darion (Geer), Oleye, Omal, Waremme...

### LaCulture de Michelsberg
Les Michelsbergs sont arrivés en Hesbaye au cours du IVe millénaire. Ils étaient originaires de la région de Bade en Allemagne. Ils pratiquaient davantage l'élevage que les cultures. Leurs habitats sont peu connus alors que leurs vestiges lithiques se retrouvent dans la région de Hannut. Ils ont surtout été remarqué par leur activité d'extraction et de taille du silex.

### Quelques Sites néolithiques
- Amay
- Bassenge
- Boirs
- Glons
- Haneffe
- Oleye
- Omal
- Waremme
- Wonck

## Protohistoire - Les âges des métaux

### Hallstatt
1200 à 400 av. J.-C. le 1er âge du fer

### La Tène
460 à 30 av. J.-C. le 2e âge du fer

### Le temps desCeltes
Les Celtes étaient divisés en une multitude de tribus indépendantes qui ne sont jamais parvenues à former un état unitaire ou fédéral.
Le territoire entre Rhin et Pyrénées que Jules César appelle Gaules dans son célèbre compte-rendu de la guerre des Gaules est composé d'environ 64 pays relativement divers et d'une unité très factice. C'est aussi un territoire fortement peuplé, aux ressources agricoles et minières abondantes. La période gauloise est moins connue, cependant.

Un petit village gaulois résiste à l'occupant. Son chef s'appelle Ambiorix, Chef des Éburons de Tongres, il s'associe à Induciomar, chef des Trévires. En plein hiver, il détruit une légion romaine et assiège le camp de Quintus Cicéron (frère du célèbre orateur du même nom). César secourt son lieutenant et saccage le pays des Éburons.

## Histoire

### Période gallo-romaine

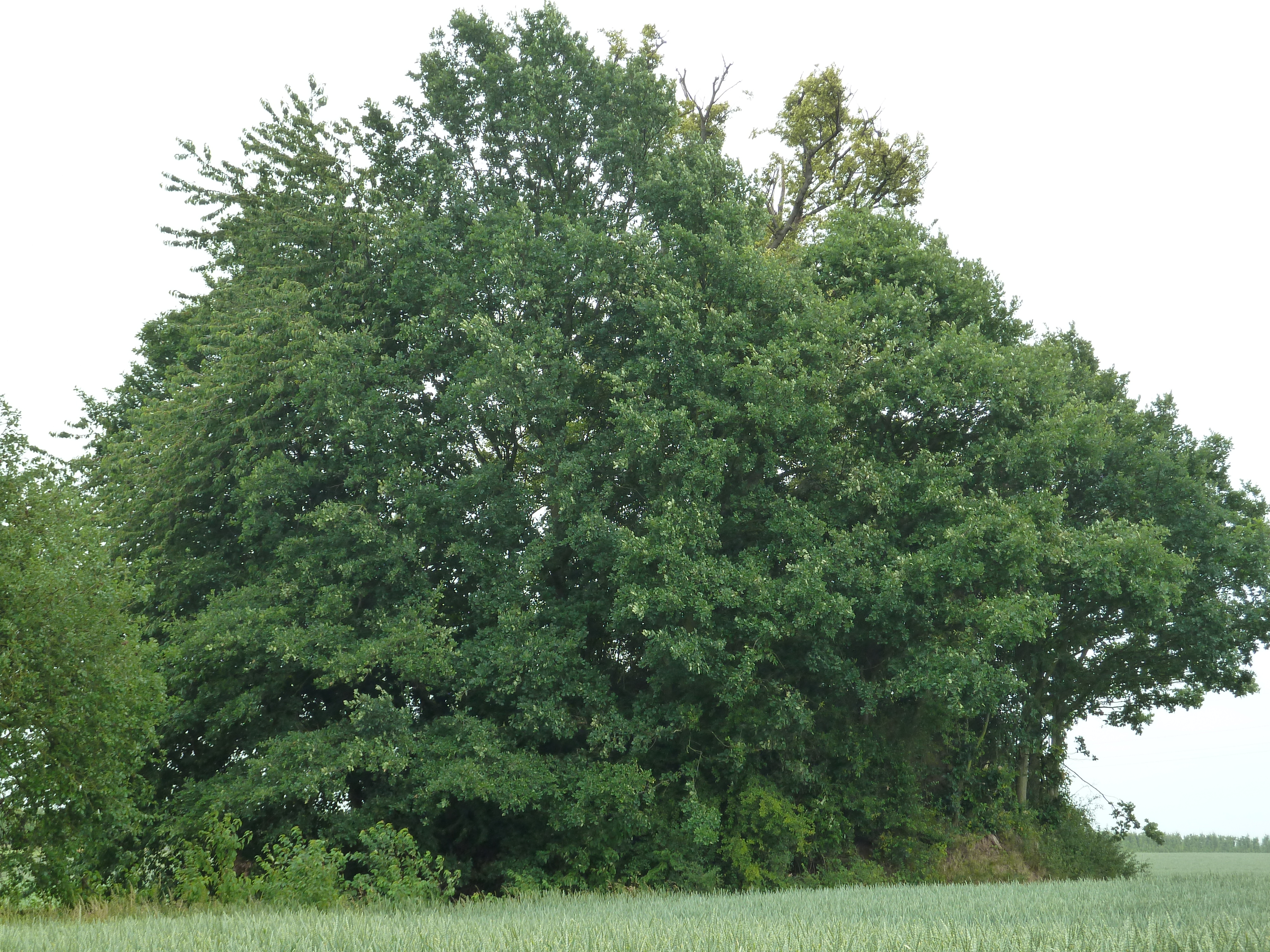
Tumulus d'Omal

La civilisation romaine a apporté à la région un début de vie urbaine. Le réseau routier romain est un grand facteur de développement économique. 
Le long de la chaussée romaine Bavay-Tongres, qui relie l'axe est-ouest, s'alignent des tumuli, dont les plus connus sont ceux d'Omal où cinq d’entre eux sont groupés. Il y a aussi des tumuli à Aineffe, Celles, Hodeige, Momalle, Yernawe, Verlaine, Vaux-Borset et Warnant.
La chaussée romaine Tongres-Arlon qui relie l'axe nord-sud, descendait par Amay et traversait la Meuse à Ombret grâce à un gué, puis à un pont en bois. La Meuse joue un grand rôle dans le transport des produits vers d'autres régions donnant à Amay une certaine importance. 
Des vestiges de "villa romaine" ont été retrouvés à Amay, Saint-Georges-sur-Meuse, Haccourt et Verlaine.

### Période mérovingienne

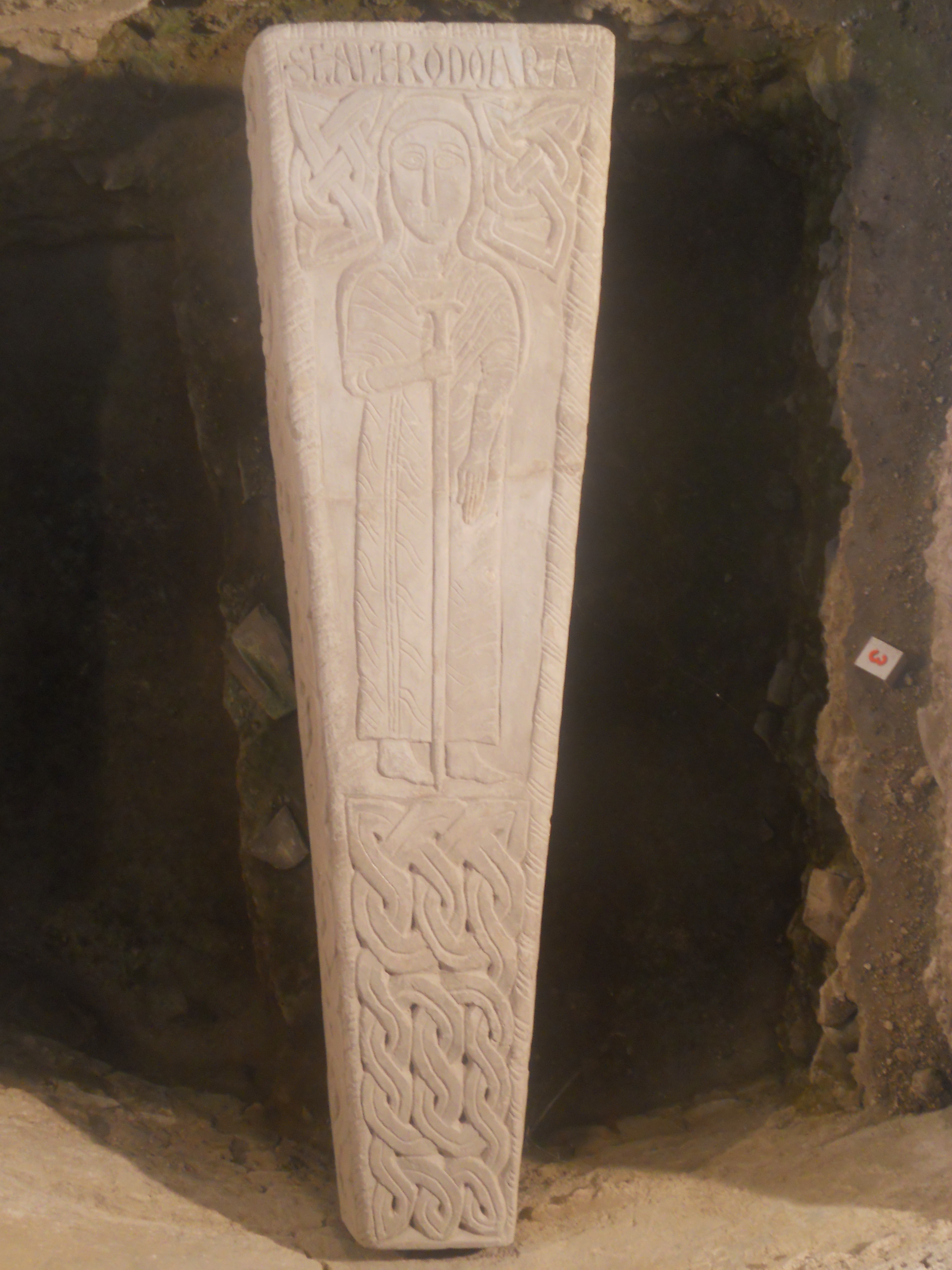
Sarcophage de Chrodoara d'Amay

Le sarcophage de Chrodoara, l'œuvre d'art mérovingienne la plus spectaculaire conservée en Belgique, a été retrouvé à Amay sous la collégiale.
Adalgisel-Grimo, diacre à Verdun et probablement oncle du maire du palais Adalgisel écrit en 634 dans son testament : « Quant aux vignobles de la Leiser (affluent de la Moselle) que j'ai possédés en usufruit de Saint-Maximin de Trèves et aux vignobles que pareillement j’ai possédés en usufruit de la basilique de Saint-Georges à Amay, ‘’’où ma tante est enterrée’’’, qu’ils retournent à ces deux églises après ma mort ». Adalgisel-Grimo était apparenté, par alliance, au clan de Chrodoin, fondateur du clan très dynamique des Chrodoinides qui s’est heurté à la puissance montante des Pipinides. 
Il est notoire que les Mérovingiens favorisèrent le culte de saint Georges. Sigebert de Gembloux rapporte que sainte Ode d’Amay a fondé au moins cinq églises dédiées à saint Georges : outre celle d’Amay, deux à Huy, (en Rioul et aux Prés), aux Waleffes et une dernière à Warfusée (aujourd’hui commune de Saint-Georges-sur-Meuse). Ces cinq sanctuaires se trouvent dans une même région et dans un périmètre limité.
Chrodoara et Sainte Ode (Oda) vénérée à partir du XIe siècle serait la même personne. « Les chanoines s’étaient déjà rendu compte que le nom Chrodoara, devenu insolite et barbare, ne serait plus perçu par la population : ils lui avaient substitué l’appellation plus facile à retenir de Sancta Oda. » 
Un cimetière mérovingien a été découvert à Amay en 1915 par le Dr Wibin, une vingtaine de tombes... Des fouilles réalisées par la Région wallonne de 2007 à 2009 ont mis au jour 268 tombes.
Il n'y a plus eu de mouvements importants de population depuis l'installation des Mérovingiens en Hesbaye.
Ils sont les ancêtres de la plupart des vieilles familles du terroir, le pagus hasbaniense.

### Période carolingienne
Pays d'origine de la dynastie carolingienne, la Hesbaye s'impose très tôt comme une région géographique et stratégique au sein de l'espace franc. Charlemagne, très attaché à la région mosane, y séjourna à plusieurs reprises, y célébra Noël (en 772, 776, 778, 783) et Pâques (en 771, 772, 773, 779, 784). Il semble que ce soit la dynastie carolingienne qui impose la christianisation de masse en Hesbaye.

### Moyen Âge
Le comté de Haspinga et l'avouerie de Hesbaye (IXe-XIIe siècles).
Le comté Haspinga, un des 4 comtés qui se partageaient la Hesbaye, est un comté post-carolingien qui existait déjà au milieu du Xe siècle.
Le noyau du Comté était le château d'Aigremont, demeure des avoués de Hesbaye, et Fexhe l'Avoué, nommé aujourd'hui Fexhe-le-Haut-Clocher.
Les fiefs du Comté : Chokier, Momalle, Velroux, Wihogne, Hollogne-aux-Pierres, Noville, Remicourt, Blehen, amine.
Les avoueries du Comté : Mons-Crotteux, Villers-l'Evêque, Liers, Juprelle, Fize-le-Marsalle, Kemexhe, Boëlhe, Attenhoven, Lamine.
La dîme et la seigneurie de Bas-Heers.
Toutes ces localités sont dans la même région, entre la Meuse et le Geer, à l'ouest de Liège. Sans doute est-ce là que se trouvait le comté de Haspinga.
En 1040, l'empereur Henri III cède à l'évêque de Liège, Nithard, le Comté Haspinga in pago Haspingowi.

## Patrimoine architectural
- Amay
  - Abbaye de la Paix-Dieu
  - Abbaye de Flône
  - Château de Jehay

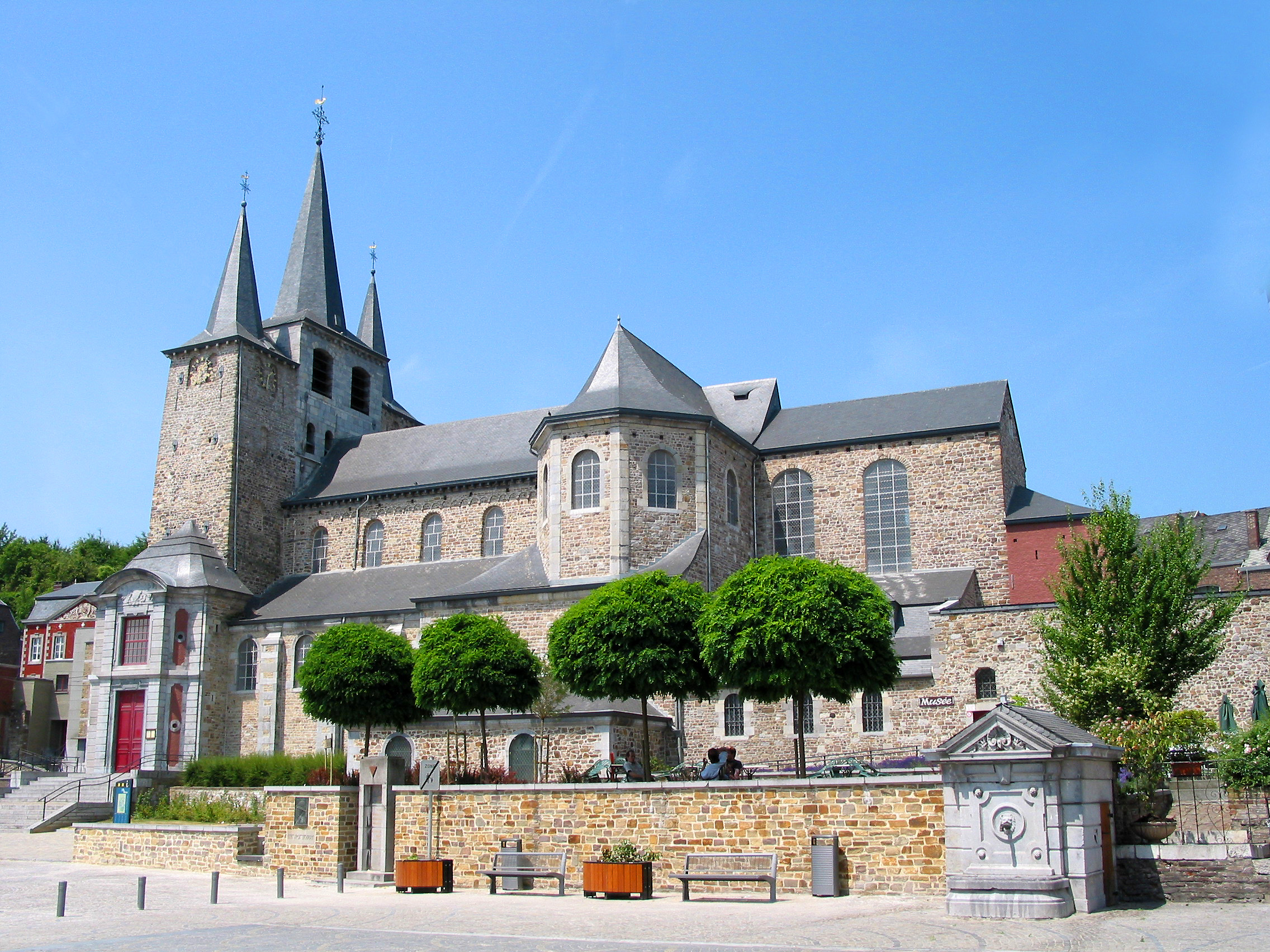
Collégiale d'Amay

  - Collégiale Saint-Georges et Sainte-Ode d'Amay et le musée
  - Tour romane (Donjon d'Amay) dite Tour des Waroux

- Hermalle-sous-Huy
  -     - Château de Hermalle-sous-Huy
    - Maison de la Héna - classée

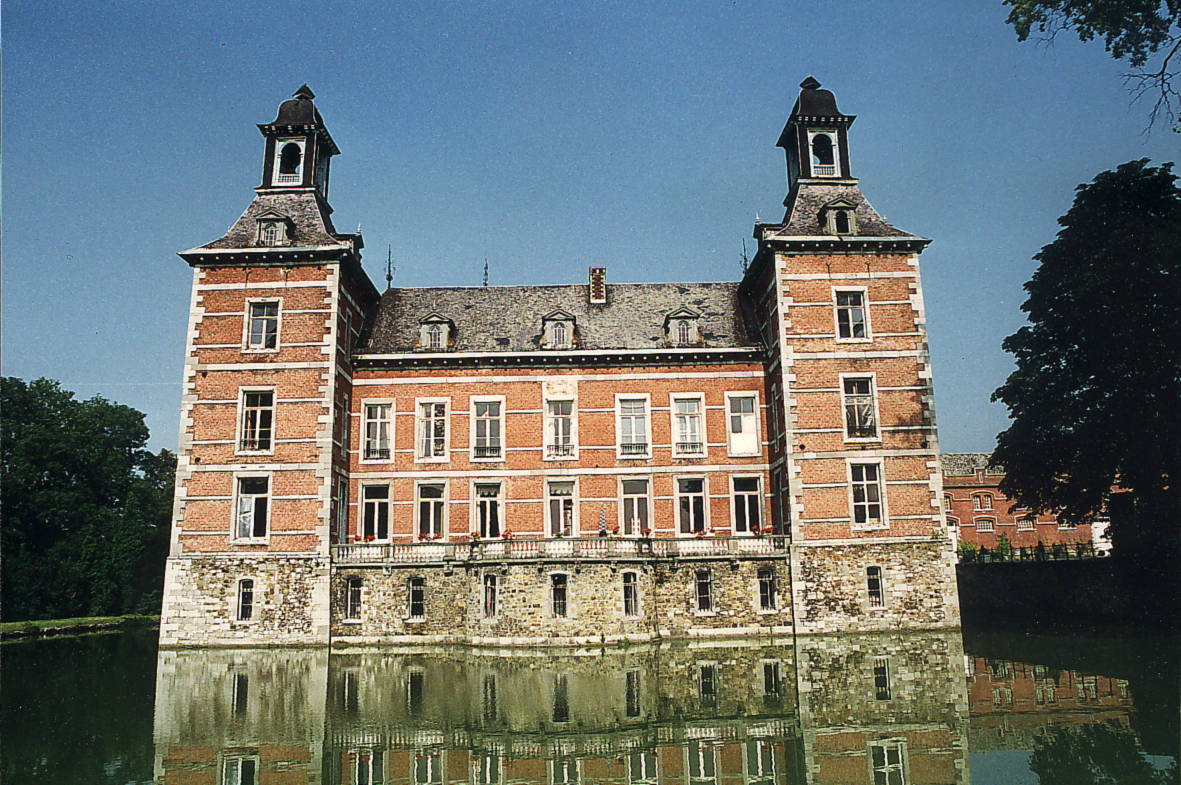
Château de Hermalle

    - Maison natale de Jean-Gilles Jacob - classée

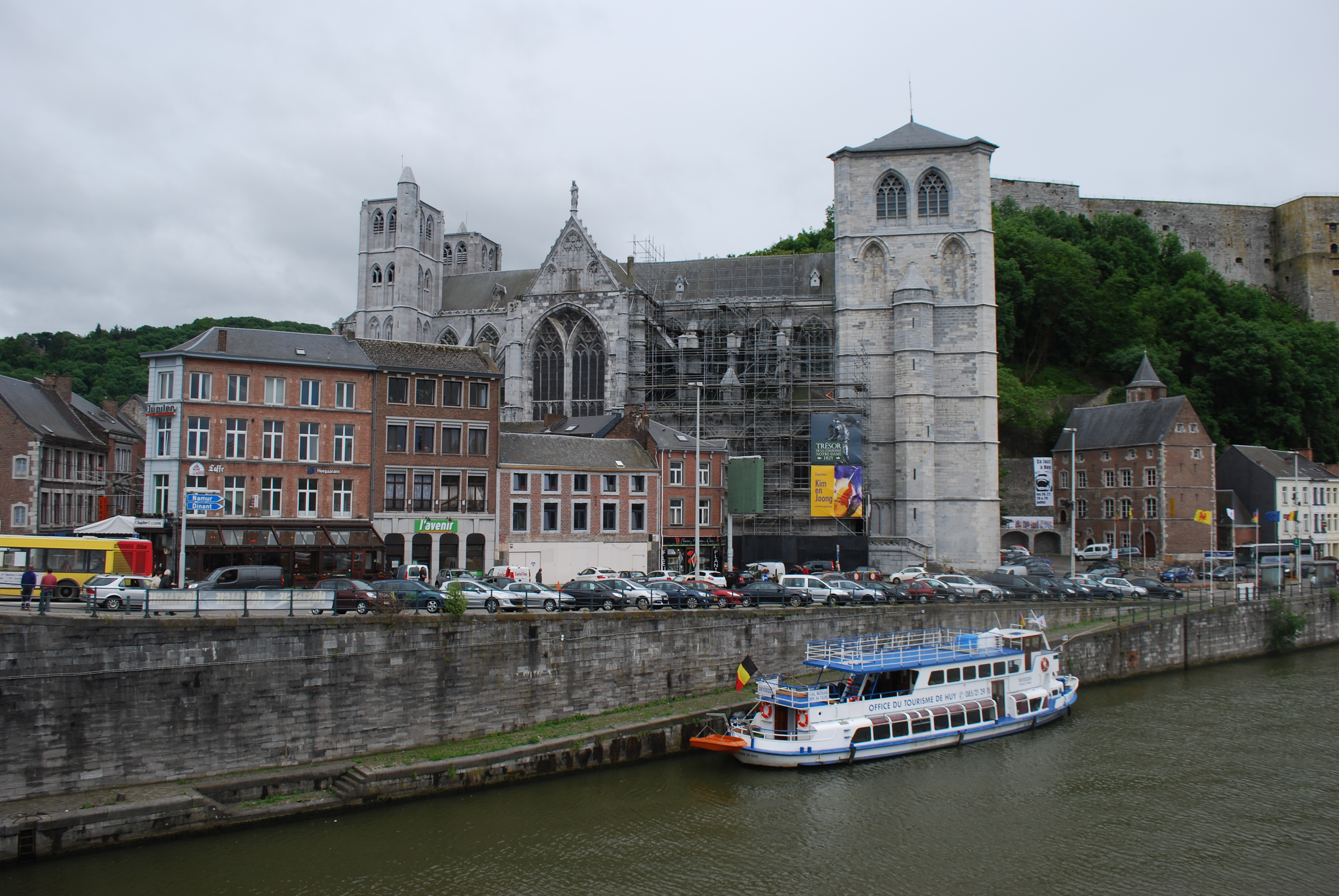
La collégiale Notre-Dame de Huy

- Huy
  - Collégiale Notre-Dame de Huy
  - Li Rondia
  - Li Tchestia
  - Li Pontia[14]
  - Li Bassinia

## Sites patrimoniaux classés
- Engis
  - Grotte de Rosée, patrimoine exceptionnel de la Région wallonne
  - Grotte Lyell, patrimoine exceptionnel de la Région wallonne
  - Thier d'Olne, colline à l'ouest de Hermalle-sous-Huy

## Tourisme

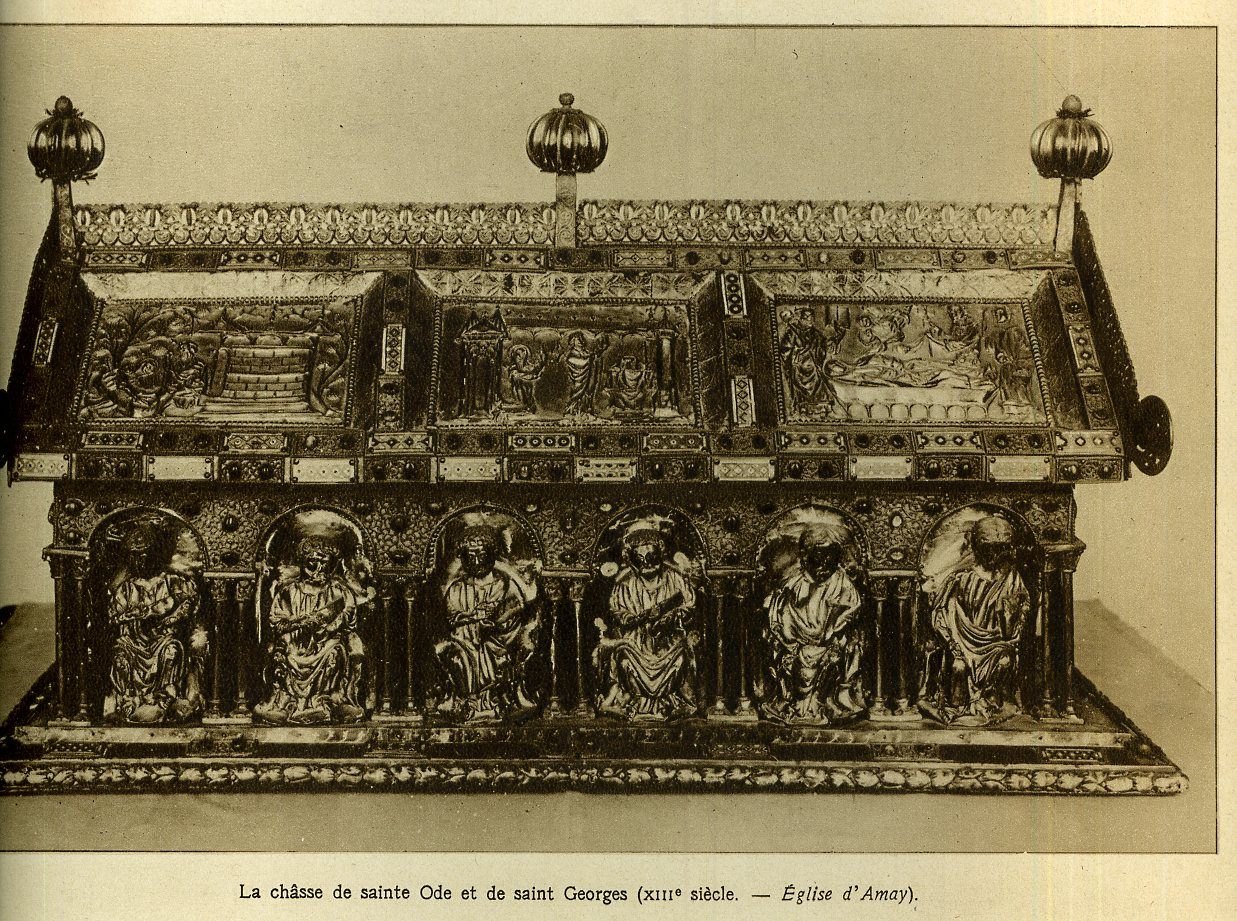
Châsse Amay

- Abbaye de Flône (Flône) - Patrimoine religieux
- Abbaye de la Paix-Dieu (Jehay-Bodegnée) - Patrimoine religieux
- Château de Jehay (Amay) - Patrimoine architectural - Château - Musée/découverte
- Collégiale Saint-Georges et Sainte-Ode (Amay) - Patrimoine religieux
  - La châsse est uniquement exposée lors des journées du patrimoine wallon.
- Ferme castrale de Hermalle-sous-Huy
- Les maîtres du feu (Amay) - Musée/découverte - Patrimoine industriel
- Musée communal d'archéologie et d'art religieux (Amay) - Musée/découverte
- Musée archéologique de Saint-Georges-sur-Meuse - Musée/découverte [15]
- Bibliothèque et musée de la Gourmandise - histoire de la cuisine
- Musée Postes restantes - histoire de l'écriture et de la Poste
- Musée permanent du cycle (Ampsin) - Musée/découverte
- Tour Romane (Amay) - Monument - Musée/découverte
- Site mémoire de l'ancienne ferme de la Kérite (Flône) - Monument

## Personnalités
- Henri de Hermalle, chef des Waroux dans la guerre des Awans et des Waroux
- Robert Collignon, ancien Ministre Président de la Région wallonne et bourgmestre d'Amay
- Marcel Hicter, homme politique et écrivain, Pour une démocratie culturelle
- Hubert Krains, écrivain, Le pain noir
- Edmond Leburton, ancien Premier ministre et président du PSB
- Freddy Terwagne, ancien Ministre et bourgmestre d'Amay
- Philippe-Charles Schmerling, découvreur des grottes d'Engis et du premier fossile d’époque néandertalienne, dit Engis 2.
- Jean-Pierre Dardenne, réalisateur né à Engis
- Jean-Luc Delvaux, dessinateur né à Engis
- Mady Andrien, sculptrice née à Engis